# Судиевка
Судиевка (укр. Судіївка) — село,
Судиевский сельский совет,
Полтавский район (Полтавская область),
Полтавская область,
Украина.
Код КОАТУУ — 5324085001. Население по переписи 2001 года составляло 1240 человек.
Является административным центром Судиевского сельского совета, в который, кроме того, входит село
Шевченки.

## Географическое положение
Село Судиевка находится в 6-и км от города Полтава,
примыкает к селу Мачехи, в 1-м км от сёл Сноповое и Высшие Ольшаны.
По селу протекает пересыхающий ручей с запрудой.
Рядом проходит автомобильная дорога М-22 (E 577).

## История
До 1860 года село было помещицким и принадлежало судье Жиглову, от чего и пошло название села. При переписи населения в 1859 году в Судиевке насчитывалось 12 дворов и 71 житель, более ранних упоминаний о селе не найдено.

## Экономика
- ООО «Лан».
- «Краяны», сельскохозяйственное потребительское общество.

## Объекты социальной сферы
- Школа-интернат № 1.
- Школа.
- Школа I—II ст.

## Известные жители и уроженцы
- Пащенко, Илья Васильевич (1909—1985) — Герой Социалистического Труда.

## Галерея

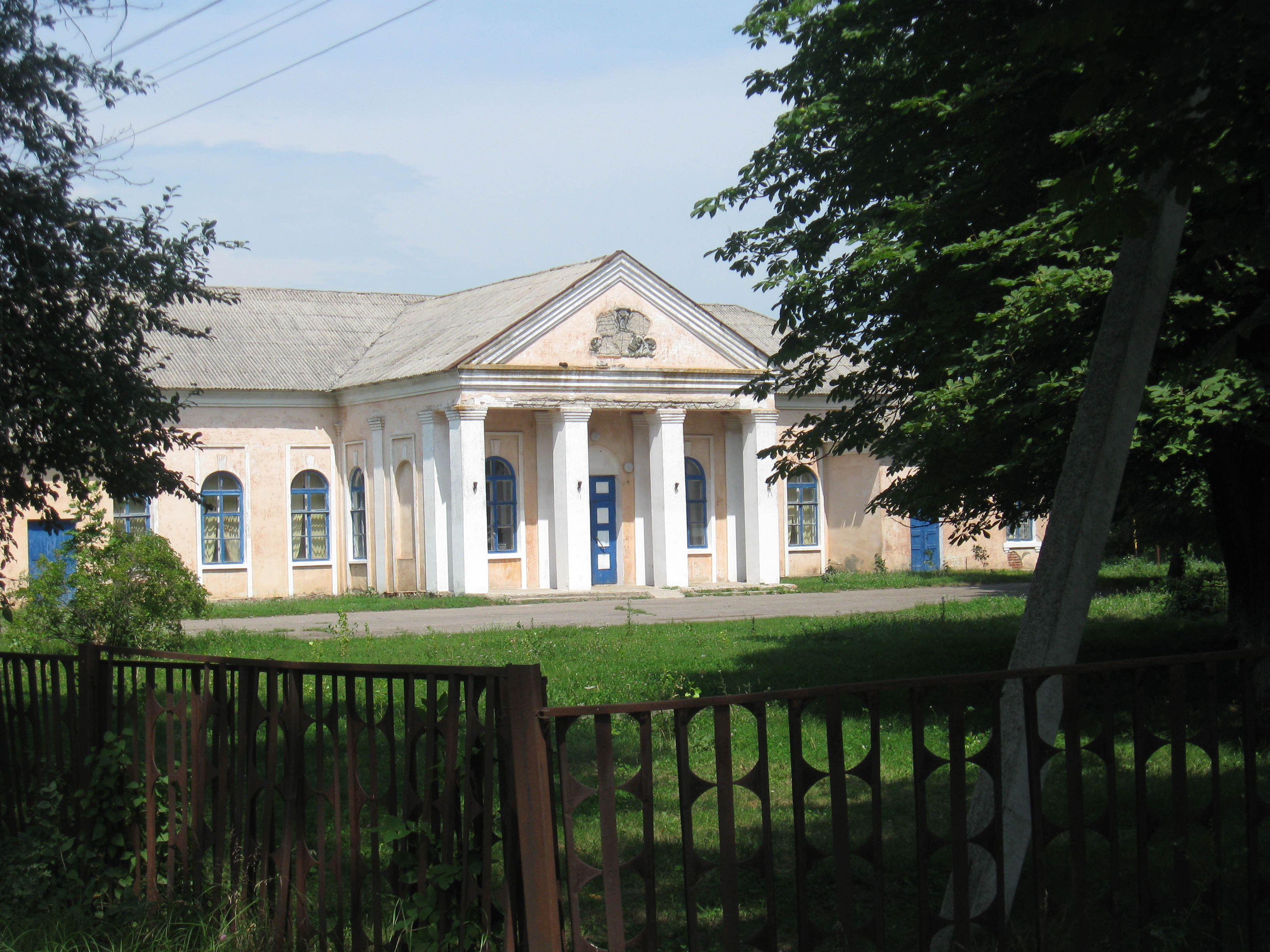
Дом культуры